# パパ活 (テレビドラマ)
『パパ活』（パパかつ）は、2017年6月26日から毎週月曜0時にdTV・FODで配信開始された日本のインターネットテレビのドラマ。主演は渡部篤郎、脚本は野島伸司。
視聴者の好評に応え、同年10月12日（11日深夜）より毎週木曜0時55分 - 1時25分 (初回のみ1時25分開始) にフジテレビにて地上波放送開始。2018年2月23日にエイベックス・ピクチャーズよりDVD-BOXが発売された。

## 制作
エイベックス通信放送の映像配信サービスdTVとフジテレビのタッグによるオリジナルドラマの2作目。
現代の新たな男女関係「パパ活」を題材にした野島伸司のオリジナル脚本のラブストーリー。物語の中心となるのは女子大生の杏里と大学教授の航である。
野島によると、本作においてパパ活は「入り口のモチーフ」にすぎず、物語は「年の差恋愛」のみをテーマとしてはいない 。ヒロインである杏里がパパ活を開始するのは生活費を稼ぐためであり、背景にある「貧困女子」という現代の社会問題や、航の抱える心の闇をも描いている。

## あらすじ
20歳の大学生・杏里は母親の再婚により家から追い出され、航は10年前に10歳の娘を亡くしていた。利害の一致した2人は「パパ活」サイトを通して出会い、疑似親子として生活する。しかし次第に「禁断の恋」に落ちていく。

## キャスト
栗山航〈45〉
演 - 渡部篤郎
フランス文学を教える大学教授。杏里と同年代の娘を亡くしている。
赤間杏里〈20〉
演 - 飯豊まりえ
女子大生。母親が離婚ののち再婚し、家に居場所をなくして「パパ活」を始める。
柿沢実〈23〉
演 - 健太郎
コック見習い。杏里に想いを寄せながら、複数の女性と遊んでいる。
栗山菜摘〈44〉
演 - 霧島れいか
航の妻。夫婦関係は破綻しており、芳樹と不倫している。
入江芳樹〈44〉
演 - 橋本さとし
レストランのオーナー。航の旧友で、菜摘と不倫している。

## キャスティング
本作のヒロイン・赤間杏里を演じるのは飯豊まりえ。飯豊によれば、自分とは正反対の性格で強めの口調の今風の「イケイケな女の子」を演じることや、「パパ活」のテーマ、自身の父親と同年代の男性との恋愛を理解するのは困難で、脚本を読んだ当初は「できないと思いました」と語っている。しかし飯豊は10代のうちに大人の男性との恋愛を演じる経験を前向きに捉え、年の差恋愛を意識せず「普通に恋をする気持ち」を表現しようと出演を決意。のちにプロデューサーから「逆に恋愛をあまり知らない人、恋愛体質じゃない人に演じて欲しかった」と聞かされたことで不安は軽減されたという。さらに飯豊は、ヒロインの「すべてを投げ出しても飛び込みたい」気持ちに共感したい一方で理解できない葛藤を抱えながら演じるうちに、絶望の中で寂しさを抱え込む女の子が1人の男性の存在により希望を取り戻す、という杏里の役柄に「リアルさ」を感じるようになったという。

## レビュー
宮田文久によると本作は、「パパ活」のもつスキャンダラスなイメージの裏側にある、"理解者"を求めているにもかかわらず周囲と"想像したような関係"になれない焦りや寂しさを描こうとしている。野島が1994年に企画したドラマ『家なき子』で見せた「強烈なエモーションごと、切迫したリアリティーをぶつけてくる野島節」は本作でも発揮されており、20年前も現在も"現代社会"の人間関係の苦悩を描き続けてきた野島らしい作品であると評した。
成馬零一によると、本作はタイトルから想像される「ちょっとHなラブコメ」ではなく、「愛と性を正面から描く」野島らしい作品である。そのうえで1993年の野島脚本ドラマ『高校教師』と同様に過激な題材を扱っていながら、本作では以前よりも「純粋な作家としての力量は洗練されて」いると評価した。そして2010年代の地上波テレビドラマに求められる穏やかな作風に合わせるのでなく、作品発表の場を有料配信動画に移すことで、野島は変わらず「青臭く尖っ」た作品を作り続けているとした。

## スタッフ
- 脚本 - 野島伸司
- 演出 - 加藤裕将
- 主題歌 - Beverly「Unchain my heart」
- 音楽 - グランドファンク
- フランス文学監修 - 稲垣正久
- フランス料理監修 - 伊藤くみ
- フランス語監修 - Loic Garnier
- 技術協力 - ビデオスタッフ
- 美術協力 - 福樂（ふうが）
- 制作管理 - リアルプロダクツ
- 企画 - 清水一幸（フジテレビジョン）、森下正樹（エイベックス通信放送）
- プロデュース - 上田徳浩・松井純子（エイベックス通信放送）、三竿玲子（フジテレビ）

## 各話リスト
※ タイトルはFODより
1. 今夜泊まる所がないの
2. 私はあなたのペット
3. 淋しがりやの飼い主
4. 恋したら契約違反
5. 実の娘の身代わり
6. パパに抱かれる夜には
7. 忍び寄る破局の予感
8. 命短し恋せよ乙女